# Edme-François Daubigny
Edme-François Daubigny, dit Daubigny l'Ainé, né en 1789 à Paris où il meurt le 14 mars 1843, est un peintre paysagiste français.

## Biographie
Edme-François Daubigny est l'élève de Jean-Victor Bertin. Il exposa aux salons des paysages des environs de Paris de 1819 à 1831. Il est également le père de Charles-François Daubigny, d'Antoinette Alexandrine Rolande qui épousa Louis Joseph Trimolet, et le grand-père de Karl Daubigny. 
Il deviendra le maître du peintre belge César De Cock.

## Œuvre
Ses œuvres représentent généralement des vues de Paris ou de Naples, qu'il a visitée en 1832-1833.